# Åhus–Klaipeda
Åhus-Klaipeda var en bilfärjelinje mellan Åhus och Klaipeda i Litauen. 
Färjelinjen Åhus-Klaipeda startades 1993 av det litauiska rederiet Lisco och blev då Sveriges första färjelinje till Litauen. Premiärturen på linjen gick den 20 november 1993 med fartyget Siauliai.
I juni 2001 köptes rederiet Lisco av det danska rederiet DFDS Tor Line AS. Ett år senare beslutade DFDS Tor Line att lägga ner trafiken på linjen, eftersom det inte ansågs vara lönsamt att ha två färjelinjer till Klaipeda från två orter så nära varandra i Sverige, då de även körde från Karlshamn. Sista turen med färjan Siauliai gick från Åhus den 7 maj 2002. Färjan flyttades istället över till linjen Karlshamn–Klaipeda.